# Atascadero
|  | Dieser Artikel wurde aufgrund von inhaltlichen Mängeln auf der Qualitätssicherungsseite des Projektes USA eingetragen. Hilf mit, die Qualität dieses Artikels auf ein akzeptables Niveau zu bringen, und beteilige dich an der Diskussion! Eine nähere Beschreibung der zu behebenden Mängel fehlt. |

Atascadero ist eine Stadt im San Luis Obispo County im US-Bundesstaat Kalifornien mit 29.773 Einwohnern (Stand: 2020).
Sie liegt auf halber Strecke zwischen San Francisco und Los Angeles. Das Stadtgebiet hat eine Größe von 69,3 km². 

## Geschichte
Ursprünglich lebten in der Region die Salinan-Indianer. 1821 erlangte Mexiko seine Unabhängigkeit von Spanien, Kalifornien wurde mexikanische Provinz.
Der Publizist Edward Gardner Lewis gründete 1913 Atascadero als utopische, geplante Siedlung. Lewis hatte mit University City, Missouri, bereits eine ähnliche Siedlung gebaut. Lewis beschäftigte Fachleute aus Landwirtschaft, Bautechnik und Stadtplanung, um die Siedlung fertigzustellen. Er erwartete 30.000 Einwohner.
1914 wurde das Land vermessen. Tausende Acres von Obstgärten wurden gepflanzt, ein Gewässersystem wurde eingerichtet. 
Lewis gab auch die Zeitungen Atascadero News und Illustrated Review heraus.

## Sport und Freizeit
Es gibt das Atascadero Colony Park Community Recreational Center.
Als Naherholungsgebiet dient Lake Nacimiento, ein 29 km langer See, der 37 km nordwestlich von der Stadt entfernt liegt.

## Wirtschaft
Größter Arbeitgeber ist das Atascadero State Hospital, ein Hochsicherheitsgefängnis für Männer und eine geschlossene psychiatrische Anstalt, vornehmlich für Sexualstraftäter.

## Söhne und Töchter der Stadt
- Brenda Holloway (* 1946), Soul-Sängerin
- Cayce Clayton (* 1988), Sänger der Boyband US5